# 연복초
연복초(連福草, Adoxa moschatellina)는 여러해살이풀로서 뿌리줄기는 흰색이며, 줄기의 높이는 15cm 안팎이다. 잎은 마주나며, 3개의 작은 잎으로 이루어져 있다. 꽃은 녹색으로 꽃줄기 끝에 몇 개가 모여 두상꽃차례를 이루면서 달리는데, 꽃부리는 접시 모양이며 4-6갈래로 나뉘어 있다. 한편, 수술은 4-6개로 꽃잎과 어긋나는데, 각각의 수술은 수술대의 밑부분에서 둘로 나뉘므로 얼핏 보면 마치 8-12개인 것처럼 보인다. 씨방은 중위이며 3-5개의 방으로 나뉘어 있는데, 각 방에는 1개의 밑씨가 만들어진다. 암술대도 3-5갈래로 나뉘어 있다.

## 참고 자료
- 이 문서에는 다음커뮤니케이션(현 카카오)에서 GFDL 또는 CC-SA 라이선스로 배포한 글로벌 세계대백과사전의 내용을 기초로 작성된 글이 포함되어 있습니다.